# 後弗倫貝格山

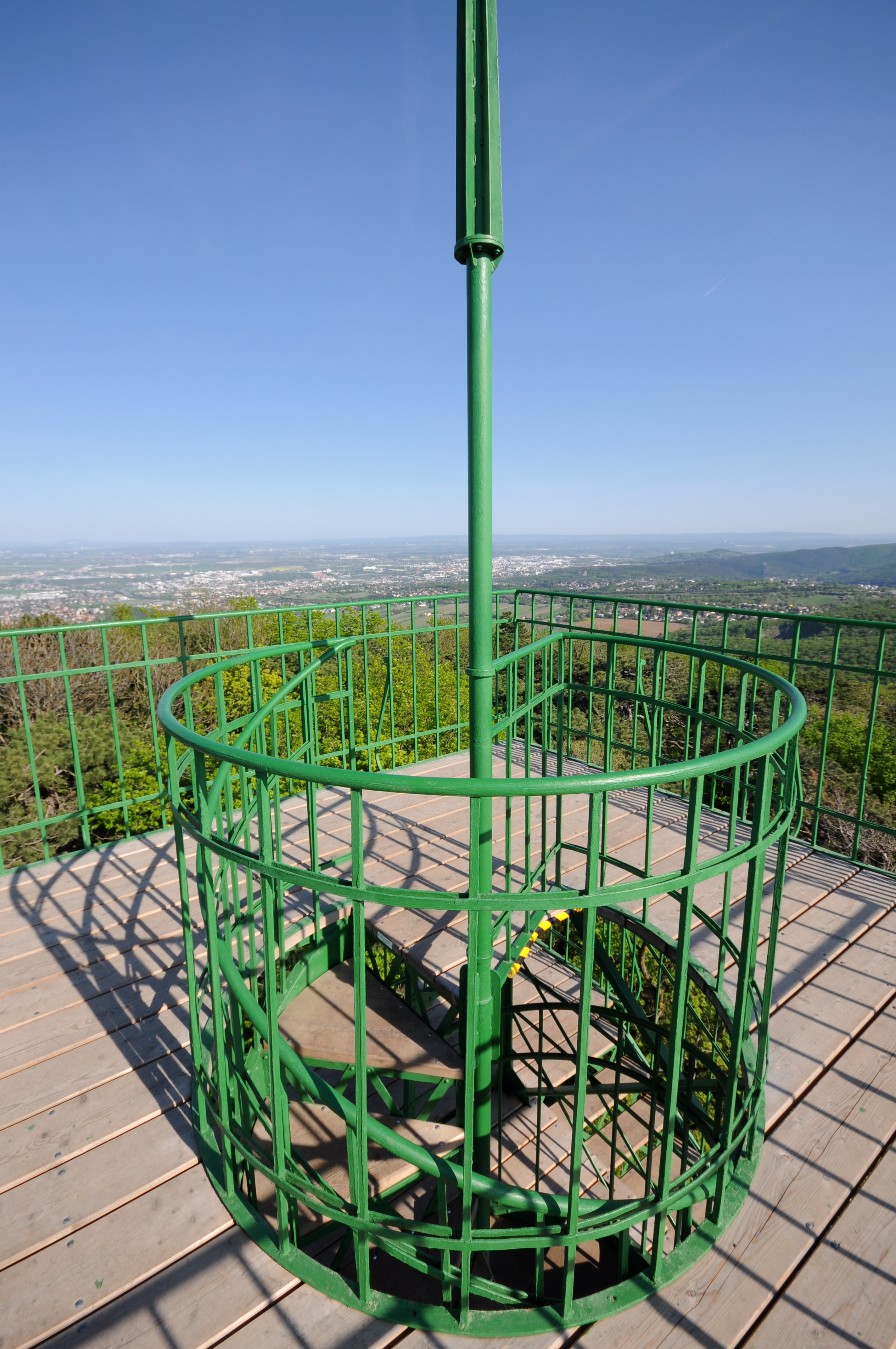

48°07′00″N 16°13′41″E / 48.11668°N 16.22808°E
後弗倫貝格山（德語：Hinterer Föhrenberg），是奧地利的山峰，位於該國東北部，由下奧地利州負責管轄，屬於維也納林山的一部分，處於佩希托爾茨多夫，海拔高度578米。